# Pressione osmotica
La pressione osmotica è una proprietà colligativa associata alle soluzioni. 
Quando due soluzioni con lo stesso solvente, ma a concentrazioni diverse di soluto, sono separate da una membrana semipermeabile (cioè che lascia passare le molecole di solvente ma non quelle di soluto), le molecole di solvente si spostano dalla soluzione con minore concentrazione di soluto (quindi maggiore concentrazione di solvente) alla soluzione con maggiore concentrazione di soluto (quindi minore concentrazione di solvente), in modo da uguagliare (o meglio, rendere vicine) le concentrazioni delle due soluzioni; la pressione applicata dalle particelle di solvente, che passano dalla soluzione a concentrazione minore a quella a concentrazione maggiore, è detta "pressione osmotica".
La pressione osmotica dei liquidi cellulari e intercellulari svolge un ruolo molto importante per gli esseri viventi, e il suo valore, come quello di altre costanti chimico-fisiche relative all'ambiente interno degli organismi, non può variare oltre certi limiti senza compromettere la funzionalità e la sopravvivenza stessa delle cellule (vedi omeostasi): la pressione osmotica determina ad esempio la concentrazione delle proteine plasmatiche.

## Interpretazione fisica

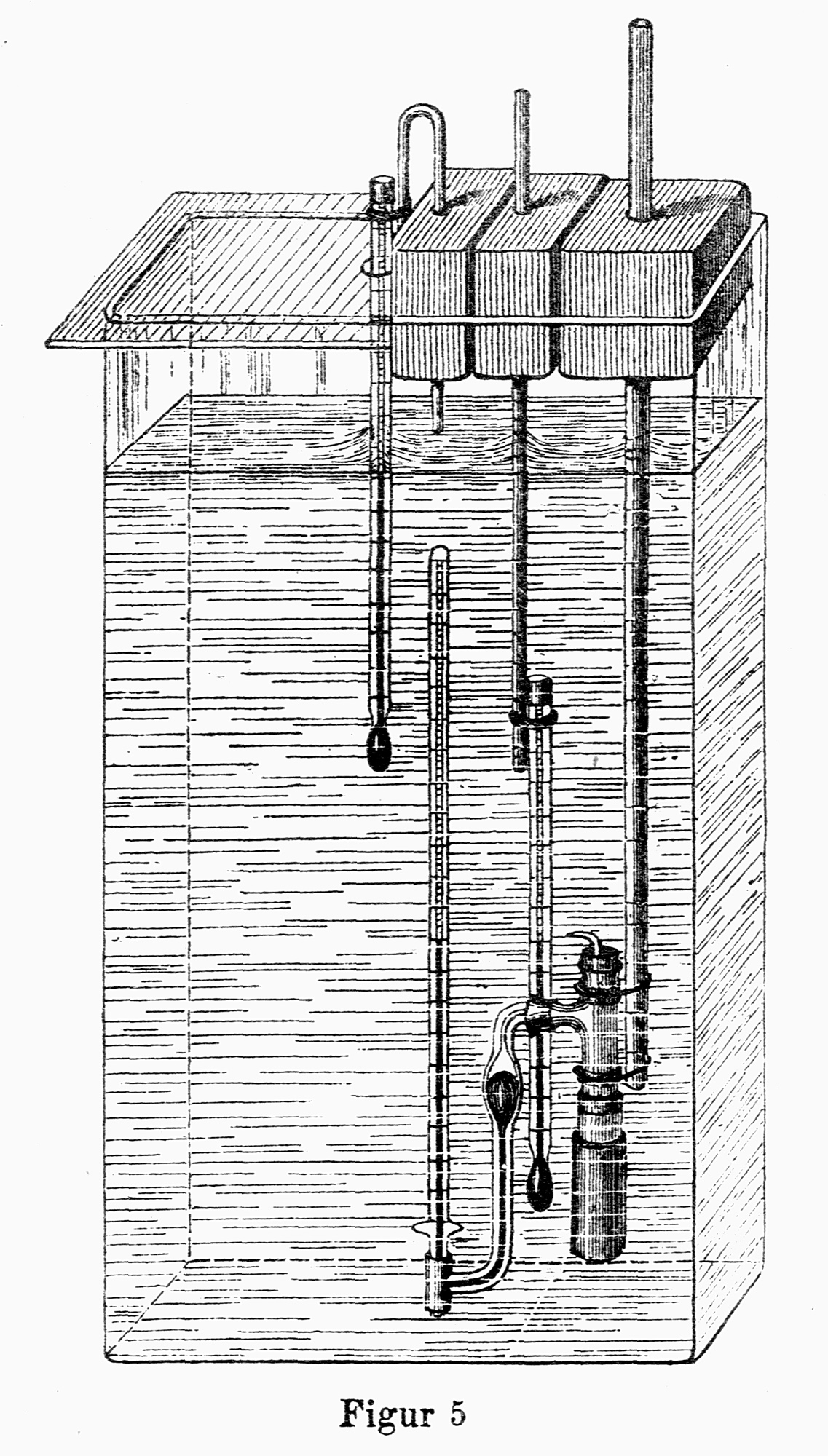
Apparecchiatura sperimentale utilizzata da Wilhelm Friedrich Philipp Pfeffer per la determinazione della pressione osmotica.

Il meccanismo con il quale si manifesta la pressione osmotica può essere interpretato considerando anzitutto che le particelle di un soluto tendono a disperdersi uniformemente nel solvente, anche contro la gravità, così come quelle di un gas tendono a occupare tutto lo spazio a loro disposizione: le particelle di soluto esercitano perciò una pressione analoga alla pressione gassosa.
Se poi si considera un sistema costituito da una soluzione e dal relativo solvente puro separati da una membrana semipermeabile, il numero delle molecole di solvente che nell'unità di tempo attraversano la membrana verso la soluzione è superiore al numero di molecole di solvente che la attraversano in senso opposto, perché nel primo caso le molecole che vengono a contatto con la membrana sono tutte di solvente, nel secondo caso invece si ha una certa percentuale di particelle di soluto, che non passano ma che esercitano comunque con i loro urti sulla membrana una pressione, appunto la pressione osmotica. Il meccanismo responsabile del passaggio del solvente verso la soluzione a maggior concentrazione è attualmente ritenuto legato alle interazioni delle molecole del soluto con la membrana e successivo trasferimento alle molecole del solvente di momento di allontanamento dalla membrana.
La pressione generata dagli urti delle molecole di soluto non è direttamente misurabile, mentre è misurabile la pressione idrostatica che si determina nella soluzione a causa del maggior numero di molecole di solvente che vi penetrano rispetto a quelle che ne escono.
Wilhelm Friedrich Philipp Pfeffer e Jacobus Henricus van 't Hoff hanno verificato leggi, parallele a quelle dei gas, che esprimono l'andamento della pressione osmotica in funzione della concentrazione e della temperatura; queste leggi, nel caso di soluzioni di non-elettroliti, si compendiano in una relazione del tutto simile all'equazione di stato dei gas perfetti:
{\displaystyle \pi V=nRT\;}
Nel caso di elettroliti, è necessario moltiplicare il secondo membro per il coefficiente di van 't Hoff i, ottenendo l'equazione di van 't Hoff:
{\displaystyle \pi =iMRT\;}

Dove per entrambi i casi si ha che:
- {\displaystyle \pi } è la pressione osmotica;
- {\displaystyle V} è il volume della soluzione;
- {\displaystyle T} è la temperatura assoluta (espressa in kelvin);
- {\displaystyle n} sono le moli di soluto;
- {\displaystyle R} è la costante universale dei gas (pari a 8,314472 J/mol·K);
- {\displaystyle M} è la molarità del soluto in soluzione.

### Derivazione termodinamica

Effetto della pressione osmotica

Per ottenere l'espressione sopra citata relativa alla pressione osmotica, dobbiamo considerare il sistema costituito da due soluzioni (α e β) all'equilibrio, con concentrazioni diverse dei componenti A (solvente) e B (soluto). Supponiamo più precisamente che la soluzione α sia costituita da solvente puro (A). Le due soluzioni sono separate da una membrana permeabile al solo componente A.
Essendo le due soluzioni a contatto tramite la membrana, all'equilibrio chimico avremo l'uguaglianza dei potenziali chimici del componente A nelle due soluzioni, ovvero:
{\displaystyle \mu _{A}^{\alpha }=\mu _{A}^{\beta }}
da cui:
{\displaystyle \mu _{A}^{*\alpha }=\mu _{A}^{*\beta }+RT\cdot \ln(x_{A})}
in cui {\displaystyle x_{A}} è la frazione molare del solvente nella soluzione β, {\displaystyle R} è la costante universale dei gas, e {\displaystyle T} è la temperatura.
{\displaystyle \mu _{A}^{*\alpha }} e {\displaystyle \mu _{A}^{*\beta }} si riferiscono a due pressioni differenti, quindi hanno valori diversi. In particolare, chiamiamo rispettivamente {\displaystyle p} la pressione che insiste sulla membrana dal lato della soluzione α e {\displaystyle p'} la pressione che insiste sulla membrana dal lato della soluzione β.
essendo la variazione del potenziale chimico di un componente {\displaystyle i} in condizioni isoterme pari al volume parziale molare, cioè {\displaystyle \left({\frac {\partial \mu _{i}}{\partial p}}\right)_{T}={\bar {v}}}, sostituendo otteniamo:
{\displaystyle -RT\cdot \ln(x_{A})=\int _{p'}^{p}V_{a}dP=V_{a}(p-p')}
la differenza tra le pressioni {\displaystyle p} e {\displaystyle p'} è la pressione osmotica π, quindi:
{\displaystyle -RT\cdot \ln(x_{A})=\int _{p'}^{p}V_{a}dP=V_{a}\cdot \pi }
per soluzioni diluite, le seguenti approssimazioni sono valide:
{\displaystyle -\ln(x_{A})\simeq 1-x_{A}=x_{B}\simeq n_{B}/n_{A}}
in cui {\displaystyle n_{B}} e {\displaystyle n_{A}} indicano le moli di A e B nella soluzione β, e {\displaystyle x_{B}} è la frazione molare di B nella soluzione β.
Effettuando le opportune sostituzioni, otteniamo:
{\displaystyle {\frac {n_{B}}{n_{A}}}={\frac {v_{A}\cdot \pi }{RT}}}
ma essendo {\displaystyle n_{a}v_{A}+n_{B}v_{B}=V}, con V pari al volume di β, ricaviamo infine:
{\displaystyle \pi ={\frac {n_{B}}{V}}\cdot RT=C_{B}\cdot RT}
con {\displaystyle C_{B}} pari alla concentrazione molare di B in β.
Va sottolineato che, nonostante l'espressione della pressione osmotica e l'equazione di stato dei gas ideali siano formalmente simili, la loro derivazione termodinamica, e quindi il loro significato fisico è assai differente.

## Soluzioni ipotoniche, isotoniche e ipertoniche
In chimica è possibile indicare la pressione osmotica di una data soluzione in termini quantitativi, conoscendone la molarità e la temperatura, oppure in relazione alla pressione osmotica di un'altra soluzione, presa come riferimento. In quest'ultimo caso la soluzione può avere una pressione osmotica inferiore, uguale o maggiore a quella con cui la si paragona. Si dice allora che la soluzione è, rispettivamente, ipotonica, isotonica o ipertonica rispetto a quella a cui la si paragona, a seconda del grado di tonicità tra le due soluzioni.
In particolare, indipendentemente dalla natura del soluto, soluzioni aventi la stessa concentrazione hanno medesima pressione osmotica e si dicono isotoniche; le soluzioni ipertoniche si presentano invece quando la pressione interna è maggiore di quella esterna mentre le soluzioni ipotoniche viceversa.
Questo tipo di dizione, anche se puramente indicativa, è utile quando le due soluzioni sono separate da una membrana semipermeabile, perché permette di dedurre un eventuale fenomeno di osmosi, ed è ricorrente in biologia dove fenomeni di osmosi fra membrane hanno conseguenze rilevanti per la fisiologia delle cellule.

## Osmosi inversa
L'osmosi inversa è un'importante applicazione moderna dei principi dell'osmosi nei processi di purificazione o dissalazione delle acque, o per la concentrazione a freddo di soluzioni acquose.
Il meccanismo dell'osmosi inversa è presente anche in natura, per esempio nella pompa sodio-potassio, che regola la concentrazione degli ioni sodio e potassio all'interno delle cellule.

## Calcolo dei pesi molecolari tramite il processo di osmosi
a) capillare

b) anello in gomma

c) tappo

d) anello in gomma

e) soluzione zuccherina con colorante alimentare

Si prenda un tubo di vetro con una parte chiusa da una membrana semipermeabile, in questo caso permeabile all'acqua e non allo zucchero, e lo si riempia con una soluzione di acqua e zucchero. Si prenda un altro recipiente e lo si riempia di acqua. Se il tubo di vetro viene immerso nel recipiente d'acqua con la membrana semipermeabile verso il basso, i livelli di acqua pura e di soluzione acqua-zucchero saranno differenti per un'altezza {\displaystyle \Delta z}. Questo significa che la pressione dell'acqua e quella della soluzione sono diverse di una quantità
{\displaystyle \Delta p=\rho gz}
dove:
- ρ è la densità dello zucchero in soluzione;
- g è l'accelerazione di gravità.

Questa differenza è dovuta alla presenza dello zucchero ed è la pressione osmotica dello zucchero in soluzione.
Inoltre ponendo {\displaystyle \pi =\rho gz} e sostituendo a nsoluto/V l'espressione c(g/litro)/PM, dove c è la concentrazione della soluzione e PM il peso molecolare di un soluto, otteniamo l'espressione:
{\displaystyle PM=cRT/\rho gz}
con PM incognita. PM può essere ad esempio il peso molecolare di una proteina incognita presente in una soluzione, a concentrazione nota, di cui si vuole conoscere l'entità.